# Gardenia remyi
Gardenia remyi är en måreväxtart som beskrevs av Horace Mann. Gardenia remyi ingår i släktet Gardenia och familjen måreväxter. Inga underarter finns listade i Catalogue of Life.